# Campeonato de Primera División B 1970 (Argentina)
El Campeonato de Primera División B 1970 fue la trigésima séptima temporada de la categoría, que era la segunda división del fútbol argentino. Esta temporada marcó la incorporación de Comunicaciones y Almagro ascendidos de la Primera C, mientras que Deportivo Morón fue el único equipo descendido desde la Primera División.
El torneo, al igual que las ediciones anteriores, no entregó ascensos ni decretó descensos directos, sino que los mismos fueron definidos a partir de torneos reclasificatorios. De esta manera, fue disputado un torneo largo de 30 fechas que solo definió qué equipos lucharían para ascender y cuáles para evitar el descenso. Luego fueron disputados sendos reclasificatorios a partido único, cuyos clasificados disputaron a su vez otros reclasificatorios contra los equipos de la categoría superior o inferior según correspondiera.
El ganador del torneo regular fue Deportivo Morón que, junto con otros 7 equipos disputó el "torneo campeonato" por el único ascenso a la Primera División. El que finalizó en la primera posición del octogonal y se proclamó campeón fue Ferro Carril Oeste que también se ubicó en la primera posición del Reclasificatorio disputado con equipos de Primera División, lo que le permitió obtener el ascenso directo a la máxima categoría. Asimismo, el torneo decretó el descenso de Tigre, último ubicado en el Reclasificatorio de la categoría, así como de Almagro y Liniers que redondearon un muy mal Reclasificatorio ante equipos de la Tercera División y perdieron la categoría, por lo que disputaron la siguiente temporada en la Primera C.

## Ascensos y descensos
| Posición   | Descendidos de la Primera División B 1969 |
| ---------- | ----------------------------------------- |
| 4.º R. B-C | Dock Sud                                  |
| 6.º R. B-C | El Porvenir                               |
| 7.º R. B-C | Argentino de Quilmes                      |

| Posición   | Ascendidos de la Primera División C 1969 |
| ---------- | ---------------------------------------- |
| 1.º R. B-C | Comunicaciones                           |
| 2.º R. B-C | Almagro                                  |

| Ascendidos a la Primera División 1970 |
| ------------------------------------- |
| No hubo                               |

| Posición | Descendido de la Primera División 1969 |
| -------- | -------------------------------------- |
| 2.º R. A | Deportivo Morón                        |

## Formato
Los dieciséis equipos participantes disputaron un torneo de 30 fechas todos contra todos. Una vez finalizado, los ocho equipos mejor ubicados disputaron un Torneo Campeonato, mientras que los ocho peor ubicados disputaron el Torneo Reclasificación. Ambos torneos también fueron disputados todos contra todos pero esta vez a partido único, totalizando 7 fechas cada uno.

### Ascensos
Los equipos que finalizaron en las dos primeras posiciones del Torneo Campeonato clasificaron a un Torneo Reclasificatorio con dos equipos de Primera División que entregaría dos lugares en dicha categoría la temporada siguiente.

### Descensos
El equipo que finalizó en la última posición del Torneo Reclasificación descendió a la Primera C, mientras que los equipos que finalizaron en el anteúltimo y penúltimo lugar de dicho torneo disputaron otra Reclasificación, esta vez con dos equipos de la tercera categoría. El equipo que finalizó en el primer lugar del mismo disputó la temporada siguiente en la Primera B mientras que los otros tres equipos fueron relegados a jugar en la Primera C.

## Equipos participantes
| Equipo                 | Ciudad          |
| ---------------------- | --------------- |
| All Boys               | Buenos Aires    |
| Almagro                | José Ingenieros |
| Almirante Brown        | Isidro Casanova |
| Arsenal                | Sarandí         |
| Comunicaciones         | Buenos Aires    |
| Defensores de Belgrano | Buenos Aires    |
| Deportivo Español      | Buenos Aires    |
| Deportivo Morón        | Morón           |
| Estudiantes (BA)       | Caseros         |
| Excursionistas         | Buenos Aires    |
| Ferro Carril Oeste     | Buenos Aires    |
| Liniers                | Ciudadela       |
| Nueva Chicago          | Buenos Aires    |
| San Telmo              | Isla Maciel     |
| Temperley              | Temperley       |
| Tigre                  | Victoria        |

### Distribución geográfica de los equipos
| Región                 | Cant. | Equipos |
| ---------------------- | ----- | --- |
| Conurbano bonaerense   | 9     | Almagro, Almirante Brown, Arsenal, Deportivo Morón, Estudiantes (BA), Liniers, San Telmo, Temperley y Tigre             |
| Ciudad de Buenos Aires | 7     | All Boys, Comunicaciones, Defensores de Belgrano, Deportivo Español, Excursionistas, Ferro Carril Oeste y Nueva Chicago |

## Tabla de posiciones
| Pos. | Equipo                 | Pts. | PJ | PG | PE | PP | GF | GC | Dif. |
| ---- | ---------------------- | ---- | -- | -- | -- | -- | -- | -- | ---- |
| 1.º  | Deportivo Morón        | 41   | 30 | 15 | 11 | 4  | 40 | 26 | 14   |
| 2.º  | Arsenal                | 38   | 30 | 15 | 8  | 7  | 51 | 27 | 24   |
| 3.º  | Almirante Brown        | 36   | 30 | 12 | 12 | 6  | 44 | 31 | 13   |
| 4.º  | Excursionistas         | 36   | 30 | 15 | 6  | 9  | 42 | 39 | 3    |
| 5.º  | Estudiantes (BA)       | 34   | 30 | 12 | 10 | 8  | 39 | 35 | 4    |
| 6.º  | San Telmo              | 34   | 30 | 13 | 8  | 9  | 41 | 38 | 3    |
| 7.º  | Ferro Carril Oeste     | 33   | 30 | 11 | 11 | 8  | 46 | 35 | 11   |
| 8.º  | All Boys               | 33   | 30 | 12 | 9  | 9  | 48 | 46 | 2    |
| 9.º  | Almagro                | 31   | 30 | 11 | 9  | 10 | 48 | 35 | 13   |
| 10.º | Comunicaciones         | 31   | 30 | 11 | 9  | 10 | 43 | 41 | 2    |
| 11.º | Deportivo Español      | 31   | 30 | 11 | 9  | 10 | 34 | 32 | 2    |
| 12.º | Defensores de Belgrano | 28   | 30 | 11 | 6  | 13 | 50 | 53 | −3   |
| 13.º | Tigre                  | 26   | 30 | 10 | 6  | 14 | 43 | 48 | −5   |
| 14.º | Temperley              | 20   | 30 | 6  | 8  | 16 | 38 | 55 | −17  |
| 15.º | Nueva Chicago          | 17   | 30 | 5  | 7  | 18 | 34 | 60 | −26  |
| 16.º | Liniers                | 11   | 30 | 3  | 5  | 22 | 30 | 70 | −40  |

|  | Jugó el Torneo Campeonato.      |
|  | Jugó el Torneo Reclasificación. |

## Resultados
Primera Rueda
| Fecha 1           | Fecha 1   | Fecha 1                | Fecha 1            | Fecha 1     | Fecha 1 |
| Local             | Resultado | Visitante              | Estadio            | Fecha       |         |
| ----------------- | --------- | ---------------------- | ------------------ | ----------- | ------- |
| Almagro           | 5 - 2     | Temperley              | Almagro            | 28 de marzo |         |
| Excursionistas    | 1 - 0     | Tigre                  | Excursionistas     | 28 de marzo |         |
| All Boys          | 2 - 2     | San Telmo              | All Boys           | 28 de marzo |         |
| Nueva Chicago     | 2 - 1     | Ferro Carril Oeste     | Nueva Chicago      | 28 de marzo |         |
| Deportivo Morón   | 2 - 1     | Almirante Brown        | Deportivo Morón    | 28 de marzo |         |
| Arsenal           | 1 - 1     | Comunicaciones         | Arsenal            | 28 de marzo |         |
| Deportivo Español | 1 - 3     | Defensores de Belgrano | Ferro Carril Oeste | 28 de marzo |         |
| Estudiantes (BA)  | 2 - 1     | Liniers                | Estudiantes (BA)   | 28 de marzo |         |

| Fecha 2                | Fecha 2   | Fecha 2           | Fecha 2            | Fecha 2    | Fecha 2 |
| Local                  | Resultado | Visitante         | Estadio            | Fecha      |         |
| ---------------------- | --------- | ----------------- | ------------------ | ---------- | ------- |
| Estudiantes (BA)       | 0 - 4     | Almagro           | Estudiantes (BA)   | 4 de abril |         |
| Liniers                | 0 - 2     | Deportivo Español | Almagro            | 4 de abril |         |
| Defensores de Belgrano | 1 - 3     | Arsenal           | Platense           | 4 de abril |         |
| Comunicaciones         | 0 - 1     | Deportivo Morón   | Atlanta            | 4 de abril |         |
| Almirante Brown        | 2 - 0     | Nueva Chicago     | Almirante Brown    | 4 de abril |         |
| Ferro Carril Oeste     | 1 - 0     | All Boys          | Ferro Carril Oeste | 4 de abril |         |
| San Telmo              | 1 - 2     | Excursionistas    | San Telmo          | 4 de abril |         |
| Tigre                  | 2 - 1     | Temperley         | Tigre              | 4 de abril |         |

| Fecha 3           | Fecha 3   | Fecha 3                | Fecha 3         | Fecha 3     | Fecha 3 |
| Local             | Resultado | Visitante              | Estadio         | Fecha       |         |
| ----------------- | --------- | ---------------------- | --------------- | ----------- | ------- |
| Almagro           | 1 - 3     | Tigre                  | Almagro         | 11 de abril |         |
| Temperley         | 1 - 2     | San Telmo              | Temperley       | 11 de abril |         |
| Excursionistas    | 2 - 3     | Ferro Carril Oeste     | Excursionistas  | 11 de abril |         |
| All Boys          | 1 - 1     | Almirante Brown        | All Boys        | 11 de abril |         |
| Nueva Chicago     | 2 - 5     | Comunicaciones         | Nueva Chicago   | 11 de abril |         |
| Deportivo Morón   | 2 - 0     | Defensores de Belgrano | Deportivo Morón | 11 de abril |         |
| Arsenal           | 5 - 2     | Liniers                | Arsenal         | 11 de abril |         |
| Deportivo Español | 2 - 1     | Estudiantes (BA)       | A.C.I.R.        | 11 de abril |         |

| Fecha 4                | Fecha 4   | Fecha 4         | Fecha 4            | Fecha 4     | Fecha 4 |
| Local                  | Resultado | Visitante       | Estadio            | Fecha       |         |
| ---------------------- | --------- | --------------- | ------------------ | ----------- | ------- |
| Deportivo Español      | 1 - 1     | Almagro         | A.C.I.R.           | 18 de abril |         |
| Estudiantes (BA)       | 1 - 1     | Arsenal         | Estudiantes (BA)   | 18 de abril |         |
| Liniers                | 0 - 3     | Deportivo Morón | Vélez Sarsfield    | 18 de abril |         |
| Defensores de Belgrano | 3 - 0     | Nueva Chicago   | Platense           | 18 de abril |         |
| Comunicaciones         | 3 - 1     | All Boys        | Atlanta            | 18 de abril |         |
| Almirante Brown        | 2 - 2     | Excursionistas  | Almirante Brown    | 18 de abril |         |
| Ferro Carril Oeste     | 3 - 0     | Temperley       | Ferro Carril Oeste | 18 de abril |         |
| San Telmo              | 3 - 0     | Tigre           | San Telmo          | 18 de abril |         |

| Fecha 5         | Fecha 5   | Fecha 5                | Fecha 5         | Fecha 5     | Fecha 5 |
| Local           | Resultado | Visitante              | Estadio         | Fecha       |         |
| --------------- | --------- | ---------------------- | --------------- | ----------- | ------- |
| Almagro         | 0 - 1     | San Telmo              | Almagro         | 25 de abril |         |
| Tigre           | 2 - 0     | Ferro Carril Oeste     | Tigre           | 25 de abril |         |
| Temperley       | 3 - 1     | Almirante Brown        | Temperley       | 25 de abril |         |
| Excursionistas  | 0 - 2     | Comunicaciones         | A.C.I.R.        | 25 de abril |         |
| All Boys        | 0 - 4     | Defensores de Belgrano | All Boys        | 25 de abril |         |
| Nueva Chicago   | 1 - 2     | Liniers                | Nueva Chicago   | 25 de abril |         |
| Deportivo Morón | 2 - 0     | Estudiantes (BA)       | Deportivo Morón | 25 de abril |         |
| Arsenal         | 2 - 1     | Deportivo Español      | Arsenal         | 25 de abril |         |

| Fecha 6                | Fecha 6   | Fecha 6         | Fecha 6            | Fecha 6   | Fecha 6 |
| Local                  | Resultado | Visitante       | Estadio            | Fecha     |         |
| ---------------------- | --------- | --------------- | ------------------ | --------- | ------- |
| Arsenal                | 1 - 1     | Almagro         | Arsenal            | 2 de mayo |         |
| Deportivo Español      | 3 - 0     | Deportivo Morón | A.C.I.R.           | 2 de mayo |         |
| Estudiantes (BA)       | 1 - 1     | Nueva Chicago   | Estudiantes (BA)   | 2 de mayo |         |
| Liniers                | 0 - 2     | All Boys        | Almagro            | 2 de mayo |         |
| Defensores de Belgrano | 2 - 2     | Excursionistas  | Platense           | 2 de mayo |         |
| Comunicaciones         | 1 - 0     | Temperley       | Atlanta            | 2 de mayo |         |
| Almirante Brown        | 2 - 1     | Tigre           | Almirante Brown    | 2 de mayo |         |
| Ferro Carril Oeste     | 0 - 0     | San Telmo       | Ferro Carril Oeste | 2 de mayo |         |

| Fecha 7         | Fecha 7   | Fecha 7                | Fecha 7         | Fecha 7   | Fecha 7 |
| Local           | Resultado | Visitante              | Estadio         | Fecha     |         |
| --------------- | --------- | ---------------------- | --------------- | --------- | ------- |
| Almagro         | 2 - 2     | Ferro Carril Oeste     | Almagro         | 9 de mayo |         |
| San Telmo       | 1 - 1     | Almirante Brown        | San Telmo       | 9 de mayo |         |
| Tigre           | 3 - 4     | Comunicaciones         | Tigre           | 9 de mayo |         |
| Temperley       | 1 - 3     | Defensores de Belgrano | Temperley       | 9 de mayo |         |
| Excursionistas  | 1 - 0     | Liniers                | A.C.I.R.        | 9 de mayo |         |
| All Boys        | 1 - 2     | Estudiantes (BA)       | All Boys        | 9 de mayo |         |
| Nueva Chicago   | 0 - 1     | Deportivo Español      | Nueva Chicago   | 9 de mayo |         |
| Deportivo Morón | 0 - 0     | Arsenal                | Deportivo Morón | 9 de mayo |         |

| Fecha 8                | Fecha 8   | Fecha 8            | Fecha 8          | Fecha 8    | Fecha 8 |
| Local                  | Resultado | Visitante          | Estadio          | Fecha      |         |
| ---------------------- | --------- | ------------------ | ---------------- | ---------- | ------- |
| Deportivo Morón        | 1 - 0     | Almagro            | Deportivo Morón  | 16 de mayo |         |
| Arsenal                | 3 - 1     | Nueva Chicago      | Arsenal          | 16 de mayo |         |
| Deportivo Español      | 4 - 2     | All Boys           | A.C.I.R.         | 16 de mayo |         |
| Estudiantes (BA)       | 2 - 0     | Excursionistas     | Estudiantes (BA) | 16 de mayo |         |
| Liniers                | 2 - 2     | Temperley          | Almagro          | 16 de mayo |         |
| Defensores de Belgrano | 2 - 1     | Tigre              | Platense         | 16 de mayo |         |
| Comunicaciones         | 2 - 1     | San Telmo          | Atlanta          | 16 de mayo |         |
| Almirante Brown        | 1 - 1     | Ferro Carril Oeste | Almirante Brown  | 16 de mayo |         |

| Fecha 9            | Fecha 9   | Fecha 9                | Fecha 9            | Fecha 9    | Fecha 9 |
| Local              | Resultado | Visitante              | Estadio            | Fecha      |         |
| ------------------ | --------- | ---------------------- | ------------------ | ---------- | ------- |
| Almagro            | 1 - 2     | Almirante Brown        | Almagro            | 23 de mayo |         |
| Ferro Carril Oeste | 3 - 3     | Comunicaciones         | Ferro Carril Oeste | 23 de mayo |         |
| San Telmo          | 4 - 3     | Defensores de Belgrano | San Telmo          | 23 de mayo |         |
| Tigre              | 7 - 0     | Liniers                | Tigre              | 23 de mayo |         |
| Temperley          | 0 - 3     | Estudiantes (BA)       | Temperley          | 23 de mayo |         |
| Excursionistas     | 0 - 2     | Deportivo Español      | Atlanta            | 23 de mayo |         |
| All Boys           | 2 - 1     | Arsenal                | All Boys           | 23 de mayo |         |
| Nueva Chicago      | 1 - 2     | Deportivo Morón        | Nueva Chicago      | 23 de mayo |         |

| Fecha 10               | Fecha 10  | Fecha 10           | Fecha 10         | Fecha 10   | Fecha 10 |
| Local                  | Resultado | Visitante          | Estadio          | Fecha      |          |
| ---------------------- | --------- | ------------------ | ---------------- | ---------- | -------- |
| Nueva Chicago          | 2 - 2     | Almagro            | Nueva Chicago    | 30 de mayo |          |
| Deportivo Morón        | 0 - 0     | All Boys           | Deportivo Morón  | 30 de mayo |          |
| Arsenal                | 0 - 2     | Excursionistas     | Arsenal          | 30 de mayo |          |
| Deportivo Español      | 0 - 0     | Temperley          | A.C.I.R.         | 30 de mayo |          |
| Estudiantes (BA)       | 3 - 1     | Tigre              | Estudiantes (BA) | 30 de mayo |          |
| Liniers                | 1 - 2     | San Telmo          | Almagro          | 30 de mayo |          |
| Defensores de Belgrano | 0 - 0     | Ferro Carril Oeste | Platense         | 30 de mayo |          |
| Comunicaciones         | 1 - 1     | Almirante Brown    | Atlanta          | 30 de mayo |          |

| Fecha 11           | Fecha 11  | Fecha 11               | Fecha 11           | Fecha 11   | Fecha 11 |
| Local              | Resultado | Visitante              | Estadio            | Fecha      |          |
| ------------------ | --------- | ---------------------- | ------------------ | ---------- | -------- |
| Almagro            | 1 - 1     | Comunicaciones         | Almagro            | 6 de junio |          |
| Almirante Brown    | 0 - 0     | Defensores de Belgrano | Almirante Brown    | 6 de junio |          |
| Ferro Carril Oeste | 2 - 1     | Liniers                | Ferro Carril Oeste | 6 de junio |          |
| San Telmo          | 2 - 0     | Estudiantes (BA)       | San Telmo          | 6 de junio |          |
| Tigre              | 1 - 1     | Deportivo Español      | Tigre              | 6 de junio |          |
| Temperley          | 2 - 1     | Arsenal                | Temperley          | 6 de junio |          |
| Excursionistas     | 1 - 1     | Deportivo Morón        | Platense           | 6 de junio |          |
| All Boys           | 1 - 0     | Nueva Chicago          | All Boys           | 6 de junio |          |

| Fecha 12               | Fecha 12  | Fecha 12           | Fecha 12           | Fecha 12    | Fecha 12 |
| Local                  | Resultado | Visitante          | Estadio            | Fecha       |          |
| ---------------------- | --------- | ------------------ | ------------------ | ----------- | -------- |
| All Boys               | 1 - 0     | Almagro            | All Boys           | 13 de junio |          |
| Nueva Chicago          | 2 - 3     | Excursionistas     | Nueva Chicago      | 13 de junio |          |
| Deportivo Morón        | 0 - 0     | Temperley          | Deportivo Morón    | 13 de junio |          |
| Arsenal                | 4 - 0     | Tigre              | Arsenal            | 13 de junio |          |
| Deportivo Español      | 2 - 0     | San Telmo          | A.C.I.R.           | 13 de junio |          |
| Estudiantes (BA)       | 3 - 0     | Ferro Carril Oeste | Estudiantes (BA)   | 13 de junio |          |
| Defensores de Belgrano | 1 - 3     | Comunicaciones     | Ferro Carril Oeste | 13 de junio |          |
| Liniers                | 1 - 4     | Almirante Brown    | Almagro            | 17 de junio |          |

| Fecha 13           | Fecha 13  | Fecha 13               | Fecha 13           | Fecha 13    | Fecha 13 |
| Local              | Resultado | Visitante              | Estadio            | Fecha       |          |
| ------------------ | --------- | ---------------------- | ------------------ | ----------- | -------- |
| Almagro            | 3 - 1     | Defensores de Belgrano | Almagro            | 20 de junio |          |
| Comunicaciones     | 0 - 0     | Liniers                | Atlanta            | 20 de junio |          |
| Almirante Brown    | 1 - 1     | Estudiantes (BA)       | Almirante Brown    | 20 de junio |          |
| Ferro Carril Oeste | 3 - 0     | Deportivo Español      | Ferro Carril Oeste | 20 de junio |          |
| San Telmo          | 2 - 1     | Arsenal                | San Telmo          | 20 de junio |          |
| Temperley          | 3 - 0     | Nueva Chicago          | Temperley          | 20 de junio |          |
| Excursionistas     | 4 - 0     | All Boys               | Excursionistas     | 20 de junio |          |
| Tigre              | 2 - 2     | Deportivo Morón        | Tigre              | 21 de junio |          |

| Fecha 14          | Fecha 14  | Fecha 14               | Fecha 14           | Fecha 14    | Fecha 14 |
| Local             | Resultado | Visitante              | Estadio            | Fecha       |          |
| ----------------- | --------- | ---------------------- | ------------------ | ----------- | -------- |
| Excursionistas    | 3 - 1     | Almagro                | Ferro Carril Oeste | 27 de junio |          |
| All Boys          | 5 - 3     | Temperley              | All Boys           | 27 de junio |          |
| Nueva Chicago     | 2 - 2     | Tigre                  | Nueva Chicago      | 27 de junio |          |
| Deportivo Morón   | 1 - 1     | San Telmo              | Deportivo Morón    | 27 de junio |          |
| Arsenal           | 2 - 1     | Ferro Carril Oeste     | Arsenal            | 27 de junio |          |
| Deportivo Español | 0 - 0     | Almirante Brown        | A.C.I.R.           | 27 de junio |          |
| Estudiantes (BA)  | 1 - 1     | Comunicaciones         | Estudiantes (BA)   | 27 de junio |          |
| Liniers           | 1 - 3     | Defensores de Belgrano | Almagro            | 27 de junio |          |

| Fecha 15               | Fecha 15  | Fecha 15          | Fecha 15           | Fecha 15   | Fecha 15 |
| Local                  | Resultado | Visitante         | Estadio            | Fecha      |          |
| ---------------------- | --------- | ----------------- | ------------------ | ---------- | -------- |
| Almagro                | 3 - 0     | Liniers           | Almagro            | 4 de julio |          |
| Defensores de Belgrano | 1 - 1     | Estudiantes (BA)  | All Boys           | 4 de julio |          |
| Comunicaciones         | 2 - 0     | Deportivo Español | Atlanta            | 4 de julio |          |
| Almirante Brown        | 1 - 2     | Arsenal           | Almirante Brown    | 4 de julio |          |
| Ferro Carril Oeste     | 1 - 1     | Deportivo Morón   | Ferro Carril Oeste | 4 de julio |          |
| San Telmo              | 0 - 2     | Nueva Chicago     | San Telmo          | 4 de julio |          |
| Tigre                  | 3 - 3     | All Boys          | River Plate        | 4 de julio |          |
| Temperley              | 0 - 1     | Excursionistas    | Temperley          | 4 de julio |          |

Segunda Rueda
| Fecha 16               | Fecha 16  | Fecha 16          | Fecha 16           | Fecha 16    | Fecha 16 |
| Local                  | Resultado | Visitante         | Estadio            | Fecha       |          |
| ---------------------- | --------- | ----------------- | ------------------ | ----------- | -------- |
| Temperley              | 0 - 3     | Almagro           | Temperley          | 11 de julio |          |
| Tigre                  | 2 - 0     | Excursionistas    | Estudiantes (BA)   | 11 de julio |          |
| San Telmo              | 1 - 1     | All Boys          | San Telmo          | 11 de julio |          |
| Ferro Carril Oeste     | 2 - 0     | Nueva Chicago     | Ferro Carril Oeste | 11 de julio |          |
| Almirante Brown        | 1 - 1     | Deportivo Morón   | Almirante Brown    | 11 de julio |          |
| Comunicaciones         | 1 - 1     | Arsenal           | Atlanta            | 11 de julio |          |
| Defensores de Belgrano | 3 - 2     | Deportivo Español | Platense           | 11 de julio |          |
| Liniers                | 2 - 3     | Estudiantes (BA)  | Almagro            | 11 de julio |          |

| Fecha 17          | Fecha 17  | Fecha 17               | Fecha 17           | Fecha 17    | Fecha 17 |
| Local             | Resultado | Visitante              | Estadio            | Fecha       |          |
| ----------------- | --------- | ---------------------- | ------------------ | ----------- | -------- |
| Almagro           | 1 - 0     | Estudiantes (BA)       | Almagro            | 25 de julio |          |
| Deportivo Español | 2 - 1     | Liniers                | A.C.I.R.           | 25 de julio |          |
| Arsenal           | 6 - 0     | Defensores de Belgrano | Arsenal            | 25 de julio |          |
| Deportivo Morón   | 1 - 0     | Comunicaciones         | Deportivo Morón    | 25 de julio |          |
| Nueva Chicago     | 1 - 4     | Almirante Brown        | Nueva Chicago      | 25 de julio |          |
| All Boys          | 3 - 2     | Ferro Carril Oeste     | All Boys           | 25 de julio |          |
| Excursionistas    | 2 - 2     | San Telmo              | Ferro Carril Oeste | 25 de julio |          |
| Temperley         | 0 - 1     | Tigre                  | Temperley          | 25 de julio |          |

| Fecha 18               | Fecha 18  | Fecha 18          | Fecha 18           | Fecha 18    | Fecha 18 |
| Local                  | Resultado | Visitante         | Estadio            | Fecha       |          |
| ---------------------- | --------- | ----------------- | ------------------ | ----------- | -------- |
| Tigre                  | 1 - 4     | Almagro           | Vélez Sarsfield    | 1 de agosto |          |
| San Telmo              | 0 - 2     | Temperley         | San Telmo          | 1 de agosto |          |
| Ferro Carril Oeste     | 4 - 0     | Excursionistas    | Ferro Carril Oeste | 1 de agosto |          |
| Almirante Brown        | 1 - 1     | All Boys          | Almirante Brown    | 1 de agosto |          |
| Comunicaciones         | 1 - 0     | Nueva Chicago     | Atlanta            | 1 de agosto |          |
| Defensores de Belgrano | 0 - 1     | Deportivo Morón   | Platense           | 1 de agosto |          |
| Liniers                | 0 - 0     | Arsenal           | Almagro            | 1 de agosto |          |
| Estudiantes (BA)       | 1 - 1     | Deportivo Español | Estudiantes (BA)   | 1 de agosto |          |

| Fecha 19        | Fecha 19  | Fecha 19               | Fecha 19           | Fecha 19    | Fecha 19 |
| Local           | Resultado | Visitante              | Estadio            | Fecha       |          |
| --------------- | --------- | ---------------------- | ------------------ | ----------- | -------- |
| Almagro         | 1 - 1     | Deportivo Español      | Almagro            | 8 de agosto |          |
| Arsenal         | 0 - 0     | Estudiantes (BA)       | Arsenal            | 8 de agosto |          |
| Deportivo Morón | 1 - 0     | Liniers                | Deportivo Morón    | 8 de agosto |          |
| Nueva Chicago   | 3 - 3     | Defensores de Belgrano | Nueva Chicago      | 8 de agosto |          |
| All Boys        | 2 - 0     | Comunicaciones         | All Boys           | 8 de agosto |          |
| Excursionistas  | 2 - 1     | Almirante Brown        | Ferro Carril Oeste | 8 de agosto |          |
| Temperley       | 2 - 2     | Ferro Carril Oeste     | Temperley          | 8 de agosto |          |
| Tigre           | 1 - 3     | San Telmo              | Tigre              | 8 de agosto |          |

| Fecha 20               | Fecha 20  | Fecha 20        | Fecha 20           | Fecha 20     | Fecha 20 |
| Local                  | Resultado | Visitante       | Estadio            | Fecha        |          |
| ---------------------- | --------- | --------------- | ------------------ | ------------ | -------- |
| San Telmo              | 2 - 1     | Almagro         | San Telmo          | 15 de agosto |          |
| Ferro Carril Oeste     | 1 - 2     | Tigre           | Ferro Carril Oeste | 15 de agosto |          |
| Almirante Brown        | 2 - 1     | Temperley       | Almirante Brown    | 15 de agosto |          |
| Comunicaciones         | 2 - 4     | Excursionistas  | Atlanta            | 15 de agosto |          |
| Defensores de Belgrano | 3 - 1     | All Boys        | Vélez Sarsfield    | 15 de agosto |          |
| Liniers                | 3 - 4     | Nueva Chicago   | Almagro            | 15 de agosto |          |
| Estudiantes (BA)       | 0 - 3     | Deportivo Morón | Estudiantes (BA)   | 15 de agosto |          |
| Deportivo Español      | 1 - 0     | Arsenal         | A.C.I.R.           | 15 de agosto |          |

| Fecha 21        | Fecha 21  | Fecha 21               | Fecha 21           | Fecha 21     | Fecha 21 |
| Local           | Resultado | Visitante              | Estadio            | Fecha        |          |
| --------------- | --------- | ---------------------- | ------------------ | ------------ | -------- |
| Almagro         | 2 - 1     | Arsenal                | Almagro            | 23 de agosto |          |
| Deportivo Morón | 1 - 0     | Deportivo Español      | Deportivo Morón    | 23 de agosto |          |
| Nueva Chicago   | 1 - 2     | Estudiantes (BA)       | Nueva Chicago      | 23 de agosto |          |
| All Boys        | 3 - 1     | Liniers                | All Boys           | 23 de agosto |          |
| Excursionistas  | 0 - 3     | Defensores de Belgrano | Ferro Carril Oeste | 23 de agosto |          |
| Temperley       | 1 - 2     | Comunicaciones         | Temperley          | 23 de agosto |          |
| Tigre           | 0 - 0     | Almirante Brown        | Tigre              | 23 de agosto |          |
| San Telmo       | 0 - 0     | Ferro Carril Oeste     | San Telmo          | 23 de agosto |          |

| Fecha 22               | Fecha 22  | Fecha 22        | Fecha 22           | Fecha 22     | Fecha 22 |
| Local                  | Resultado | Visitante       | Estadio            | Fecha        |          |
| ---------------------- | --------- | --------------- | ------------------ | ------------ | -------- |
| Ferro Carril Oeste     | 0 - 2     | Almagro         | Ferro Carril Oeste | 29 de agosto |          |
| Almirante Brown        | 1 - 0     | San Telmo       | Almirante Brown    | 30 de agosto |          |
| Comunicaciones         | 1 - 1     | Tigre           | Nueva Chicago      | 30 de agosto |          |
| Defensores de Belgrano | 0 - 1     | Temperley       | Platense           | 30 de agosto |          |
| Liniers                | 1 - 0     | Excursionistas  | Almagro            | 30 de agosto |          |
| Estudiantes (BA)       | 2 - 0     | All Boys        | Estudiantes (BA)   | 30 de agosto |          |
| Deportivo Español      | 1 - 2     | Nueva Chicago   | All Boys           | 30 de agosto |          |
| Arsenal                | 1 - 0     | Deportivo Morón | Arsenal            | 30 de agosto |          |

| Fecha 23           | Fecha 23  | Fecha 23               | Fecha 23           | Fecha 23        | Fecha 23 |
| Local              | Resultado | Visitante              | Estadio            | Fecha           |          |
| ------------------ | --------- | ---------------------- | ------------------ | --------------- | -------- |
| Almagro            | 1 - 1     | Deportivo Morón        | Almagro            | 5 de septiembre |          |
| Nueva Chicago      | 0 - 3     | Arsenal                | Nueva Chicago      | 5 de septiembre |          |
| All Boys           | 3 - 0     | Deportivo Español      | All Boys           | 5 de septiembre |          |
| Excursionistas     | 1 - 0     | Estudiantes (BA)       | A.C.I.R.           | 5 de septiembre |          |
| Temperley          | 3 - 3     | Liniers                | Temperley          | 5 de septiembre |          |
| Tigre              | 2 - 0     | Defensores de Belgrano | Tigre              | 5 de septiembre |          |
| San Telmo          | 2 - 1     | Comunicaciones         | San Telmo          | 5 de septiembre |          |
| Ferro Carril Oeste | 2 - 1     | Almirante Brown        | Ferro Carril Oeste | 5 de septiembre |          |

| Fecha 24               | Fecha 24  | Fecha 24           | Fecha 24         | Fecha 24         | Fecha 24 |
| Local                  | Resultado | Visitante          | Estadio          | Fecha            |          |
| ---------------------- | --------- | ------------------ | ---------------- | ---------------- | -------- |
| Almirante Brown        | 1 - 0     | Almagro            | Almirante Brown  | 12 de septiembre |          |
| Comunicaciones         | 0 - 5     | Ferro Carril Oeste | Nueva Chicago    | 12 de septiembre |          |
| Defensores de Belgrano | 3 - 0     | San Telmo          | Tigre            | 12 de septiembre |          |
| Liniers                | 0 - 1     | Tigre              | Almagro          | 12 de septiembre |          |
| Estudiantes (BA)       | 2 - 0     | Temperley          | Estudiantes (BA) | 12 de septiembre |          |
| Deportivo Español      | 1 - 1     | Excursionistas     | A.C.I.R.         | 12 de septiembre |          |
| Arsenal                | 2 - 1     | All Boys           | Arsenal          | 12 de septiembre |          |
| Deportivo Morón        | 2 - 2     | Nueva Chicago      | Deportivo Morón  | 12 de septiembre |          |

| Fecha 25           | Fecha 25  | Fecha 25               | Fecha 25           | Fecha 25         | Fecha 25 |
| Local              | Resultado | Visitante              | Estadio            | Fecha            |          |
| ------------------ | --------- | ---------------------- | ------------------ | ---------------- | -------- |
| Almagro            | 0 - 0     | Nueva Chicago          | Almagro            | 19 de septiembre |          |
| All Boys           | 2 - 2     | Deportivo Morón        | All Boys           | 19 de septiembre |          |
| Excursionistas     | 2 - 1     | Arsenal                | A.C.I.R.           | 19 de septiembre |          |
| Temperley          | 1 - 1     | Deportivo Español      | Temperley          | 19 de septiembre |          |
| Tigre              | 3 - 1     | Estudiantes (BA)       | Tigre              | 19 de septiembre |          |
| San Telmo          | 2 - 1     | Liniers                | San Telmo          | 19 de septiembre |          |
| Ferro Carril Oeste | 0 - 0     | Defensores de Belgrano | Ferro Carril Oeste | 19 de septiembre |          |
| Almirante Brown    | 1 - 0     | Comunicaciones         | Almirante Brown    | 19 de septiembre |          |

| Fecha 26               | Fecha 26  | Fecha 26           | Fecha 26         | Fecha 26         | Fecha 26 |
| Local                  | Resultado | Visitante          | Estadio          | Fecha            |          |
| ---------------------- | --------- | ------------------ | ---------------- | ---------------- | -------- |
| Comunicaciones         | 0 - 1     | Almagro            | Atlanta          | 26 de septiembre |          |
| Defensores de Belgrano | 2 - 6     | Almirante Brown    | Platense         | 26 de septiembre |          |
| Liniers                | 0 - 2     | Ferro Carril Oeste | Almagro          | 26 de septiembre |          |
| Estudiantes (BA)       | 0 - 0     | San Telmo          | Estudiantes (BA) | 26 de septiembre |          |
| Deportivo Español      | 1 - 0     | Tigre              | A.C.I.R.         | 26 de septiembre |          |
| Arsenal                | 2 - 0     | Temperley          | Arsenal          | 26 de septiembre |          |
| Deportivo Morón        | 2 - 0     | Excursionistas     | Deportivo Morón  | 26 de septiembre |          |
| Nueva Chicago          | 1 - 2     | All Boys           | Nueva Chicago    | 26 de septiembre |          |

| Fecha 27           | Fecha 27  | Fecha 27               | Fecha 27           | Fecha 27     | Fecha 27 |
| Local              | Resultado | Visitante              | Estadio            | Fecha        |          |
| ------------------ | --------- | ---------------------- | ------------------ | ------------ | -------- |
| Almagro            | 0 - 1     | All Boys               | Almagro            | 3 de octubre |          |
| Excursionistas     | 2 - 0     | Nueva Chicago          | A.C.I.R.           | 3 de octubre |          |
| Temperley          | 4 - 2     | Deportivo Morón        | Temperley          | 3 de octubre |          |
| Tigre              | 0 - 1     | Arsenal                | Tigre              | 3 de octubre |          |
| San Telmo          | 1 - 3     | Deportivo Español      | San Telmo          | 3 de octubre |          |
| Ferro Carril Oeste | 2 - 2     | Estudiantes (BA)       | Ferro Carril Oeste | 3 de octubre |          |
| Almirante Brown    | 2 - 0     | Liniers                | Almirante Brown    | 3 de octubre |          |
| Comunicaciones     | 3 - 1     | Defensores de Belgrano | Atlanta            | 3 de octubre |          |

| Fecha 28               | Fecha 28  | Fecha 28           | Fecha 28         | Fecha 28      | Fecha 28 |
| Local                  | Resultado | Visitante          | Estadio          | Fecha         |          |
| ---------------------- | --------- | ------------------ | ---------------- | ------------- | -------- |
| Defensores de Belgrano | 0 - 2     | Almagro            | Platense         | 10 de octubre |          |
| Liniers                | 3 - 2     | Comunicaciones     | Almagro          | 10 de octubre |          |
| Estudiantes (BA)       | 1 - 1     | Almirante Brown    | Estudiantes (BA) | 10 de octubre |          |
| Deportivo Español      | 0 - 1     | Ferro Carril Oeste | A.C.I.R.         | 10 de octubre |          |
| Arsenal                | 3 - 1     | San Telmo          | Arsenal          | 10 de octubre |          |
| Deportivo Morón        | 1 - 0     | Tigre              | Deportivo Morón  | 10 de octubre |          |
| Nueva Chicago          | 1 - 1     | Temperley          | Nueva Chicago    | 10 de octubre |          |
| All Boys               | 0 - 0     | Excursionistas     | All Boys         | 10 de octubre |          |

| Fecha 29               | Fecha 29  | Fecha 29          | Fecha 29           | Fecha 29      | Fecha 29 |
| Local                  | Resultado | Visitante         | Estadio            | Fecha         |          |
| ---------------------- | --------- | ----------------- | ------------------ | ------------- | -------- |
| Almagro                | 1 - 2     | Excursionistas    | Almagro            | 24 de octubre |          |
| Temperley              | 3 - 3     | All Boys          | Temperley          | 24 de octubre |          |
| Tigre                  | 1 - 2     | Nueva Chicago     | Tigre              | 24 de octubre |          |
| San Telmo              | 3 - 0     | Deportivo Morón   | San Telmo          | 24 de octubre |          |
| Ferro Carril Oeste     | 0 - 0     | Arsenal           | Ferro Carril Oeste | 24 de octubre |          |
| Almirante Brown        | 1 - 0     | Deportivo Español | Almirante Brown    | 24 de octubre |          |
| Comunicaciones         | 1 - 2     | Estudiantes (BA)  | Atlanta            | 24 de octubre |          |
| Defensores de Belgrano | 3 - 1     | Liniers           | Platense           | 24 de octubre |          |

| Fecha 30          | Fecha 30  | Fecha 30               | Fecha 30           | Fecha 30       | Fecha 30 |
| Local             | Resultado | Visitante              | Estadio            | Fecha          |          |
| ----------------- | --------- | ---------------------- | ------------------ | -------------- | -------- |
| Deportivo Morón   | 4 - 2     | Ferro Carril Oeste     | Deportivo Morón    | 3 de noviembre |          |
| Liniers           | 3 - 3     | Almagro                | Argentinos Juniors | 4 de noviembre |          |
| Estudiantes (BA)  | 2 - 1     | Defensores de Belgrano | Estudiantes (BA)   | 4 de noviembre |          |
| Deportivo Español | 0 - 0     | Comunicaciones         | A.C.I.R.           | 4 de noviembre |          |
| Arsenal           | 3 - 1     | Almirante Brown        | Arsenal            | 4 de noviembre |          |
| Nueva Chicago     | 1 - 2     | San Telmo              | Nueva Chicago      | 4 de noviembre |          |
| All Boys          | 4 - 0     | Tigre                  | All Boys           | 4 de noviembre |          |
| Excursionistas    | 2 - 1     | Temperley              | Excursionistas     | 4 de noviembre |          |

## Torneo Campeonato

### Tabla de posiciones
| Pos. | Equipo             | Pts. | PJ | PG | PE | PP | GF | GC | Dif. |
| ---- | ------------------ | ---- | -- | -- | -- | -- | -- | -- | ---- |
| 1.º  | Ferro Carril Oeste | 10   | 7  | 5  | 0  | 2  | 15 | 9  | 6    |
| 2.º  | Almirante Brown    | 9    | 7  | 4  | 1  | 2  | 18 | 15 | 3    |
| 3.º  | Arsenal            | 9    | 7  | 4  | 1  | 2  | 12 | 8  | 4    |
| 4.º  | Estudiantes (BA)   | 9    | 7  | 4  | 1  | 2  | 11 | 9  | 2    |
| 5.º  | All Boys           | 7    | 7  | 2  | 3  | 2  | 13 | 14 | −1   |
| 6.º  | San Telmo          | 5    | 7  | 2  | 1  | 4  | 6  | 9  | −3   |
| 7.º  | Excursionistas     | 4    | 7  | 1  | 2  | 4  | 7  | 11 | −4   |
| 8.º  | Deportivo Morón    | 3    | 7  | 1  | 1  | 5  | 5  | 12 | −7   |

|  | Clasificado al Torneo de Reclasificación entre Primera División y Primera B. |

## Resultados
El Torneo Campeonato se jugó a una sola rueda de partidos y en canchas neutrales.
| Fecha 1          | Fecha 1   | Fecha 1            | Fecha 1            | Fecha 1        | Fecha 1 |
|                  | Resultado |                    | Estadio            | Fecha          |         |
| ---------------- | --------- | ------------------ | ------------------ | -------------- | ------- |
| All Boys         | 1 - 4     | Ferro Carril Oeste | Platense           | 7 de noviembre |         |
| San Telmo        | 1 - 0     | Deportivo Morón    | Atlanta            | 7 de noviembre |         |
| Estudiantes (BA) | 1 - 0     | Excursionistas     | Chacarita Juniors  | 7 de noviembre |         |
| Arsenal          | 1 - 3     | Almirante Brown    | Argentinos Juniors | 7 de noviembre |         |

| Fecha 2         | Fecha 2   | Fecha 2            | Fecha 2            | Fecha 2         | Fecha 2 |
|                 | Resultado |                    | Estadio            | Fecha           |         |
| --------------- | --------- | ------------------ | ------------------ | --------------- | ------- |
| Deportivo Morón | 1 - 2     | Ferro Carril Oeste | Huracán            | 14 de noviembre |         |
| Arsenal         | 2 - 2     | All Boys           | San Lorenzo        | 14 de noviembre |         |
| Almirante Brown | 1 - 3     | Estudiantes (BA)   | Argentinos Juniors | 14 de noviembre |         |
| Excursionistas  | 1 - 2     | San Telmo          | Platense           | 14 de noviembre |         |

| Fecha 3            | Fecha 3   | Fecha 3         | Fecha 3     | Fecha 3         | Fecha 3 |
|                    | Resultado |                 | Estadio     | Fecha           |         |
| ------------------ | --------- | --------------- | ----------- | --------------- | ------- |
| All Boys           | 1 - 1     | Deportivo Morón |             | 18 de noviembre |         |
| Ferro Carril Oeste | 1 - 2     | Excursionistas  |             | 18 de noviembre |         |
| San Telmo          | 2 - 3     | Almirante Brown | Huracán     | 18 de noviembre |         |
| Estudiantes (BA)   | 0 - 1     | Arsenal         | San Lorenzo | 18 de noviembre |         |

| Fecha 4          | Fecha 4   | Fecha 4            | Fecha 4            | Fecha 4         | Fecha 4 |
|                  | Resultado |                    | Estadio            | Fecha           |         |
| ---------------- | --------- | ------------------ | ------------------ | --------------- | ------- |
| Estudiantes (BA) | 1 - 3     | All Boys           | Argentinos Juniors | 21 de noviembre |         |
| Arsenal          | 1 - 0     | San Telmo          | Lanús              | 21 de noviembre |         |
| Almirante Brown  | 2 - 3     | Ferro Carril Oeste | Nueva Chicago      | 21 de noviembre |         |
| Excursionistas   | 0 - 1     | Deportivo Morón    | Almagro            | 21 de noviembre |         |

| Fecha 5            | Fecha 5   | Fecha 5          | Fecha 5            | Fecha 5         | Fecha 5 |
|                    | Resultado |                  | Estadio            | Fecha           |         |
| ------------------ | --------- | ---------------- | ------------------ | --------------- | ------- |
| All Boys           | 1 - 1     | Excursionistas   | Argentinos Juniors | 25 de noviembre |         |
| Deportivo Morón    | 0 - 2     | Almirante Brown  | Nueva Chicago      | 25 de noviembre |         |
| Ferro Carril Oeste | 1 - 0     | Arsenal          |                    | 25 de noviembre |         |
| San Telmo          | 1 - 1     | Estudiantes (BA) | Atlanta            | 25 de noviembre |         |

| Fecha 6          | Fecha 6   | Fecha 6            | Fecha 6            | Fecha 6         | Fecha 6 |
|                  | Resultado |                    | Estadio            | Fecha           |         |
| ---------------- | --------- | ------------------ | ------------------ | --------------- | ------- |
| San Telmo        | 0 - 1     | All Boys           | Atlanta            | 28 de noviembre |         |
| Estudiantes (BA) | 3 - 2     | Ferro Carril Oeste | Argentinos Juniors | 28 de noviembre |         |
| Arsenal          | 4 - 1     | Deportivo Morón    | San Lorenzo        | 28 de noviembre |         |
| Almirante Brown  | 2 - 2     | Excursionistas     | Platense           | 28 de noviembre |         |

| Fecha 7            | Fecha 7   | Fecha 7          | Fecha 7     | Fecha 7        | Fecha 7 |
|                    | Resultado |                  | Estadio     | Fecha          |         |
| ------------------ | --------- | ---------------- | ----------- | -------------- | ------- |
| All Boys           | 4 - 5     | Almirante Brown  | Atlanta     | 6 de diciembre |         |
| Excursionistas     | 1 - 3     | Arsenal          |             | 6 de diciembre |         |
| Deportivo Morón    | 1 - 2     | Estudiantes (BA) |             | 6 de diciembre |         |
| Ferro Carril Oeste | 2 - 0     | San Telmo        | San Lorenzo | 6 de diciembre |         |

## Torneo Reclasificación
| Pos. | Equipo                 | Pts. | PJ | PG | PE | PP | GF | GC | Dif. |
| ---- | ---------------------- | ---- | -- | -- | -- | -- | -- | -- | ---- |
| 1.º  | Temperley              | 9    | 7  | 3  | 3  | 1  | 10 | 5  | 5    |
| 2.º  | Comunicaciones         | 8    | 7  | 1  | 6  | 0  | 7  | 6  | 1    |
| 3.º  | Nueva Chicago          | 7    | 7  | 2  | 3  | 2  | 13 | 9  | 4    |
| 4.º  | Deportivo Español      | 7    | 7  | 1  | 5  | 1  | 10 | 9  | 1    |
| 5.º  | Defensores de Belgrano | 7    | 7  | 2  | 3  | 2  | 10 | 10 | 0    |
| 6.º  | Almagro                | 7    | 7  | 2  | 3  | 2  | 7  | 7  | 0    |
| 7.º  | Liniers                | 7    | 7  | 3  | 1  | 3  | 6  | 9  | −3   |
| 8.º  | Tigre                  | 4    | 7  | 0  | 4  | 3  | 6  | 14 | −8   |

|  | Jugó el Torneo de Reclasificación entre Primera B y Primera C. |
|  | Descendió a la Primera C.                                      |

## Resultados
El Torneo Reclasificación se jugó a una sola rueda de partidos y en canchas neutrales.
| Fecha 1                | Fecha 1   | Fecha 1       | Fecha 1            | Fecha 1        | Fecha 1 |
|                        | Resultado |               | Estadio            | Fecha          |         |
| ---------------------- | --------- | ------------- | ------------------ | -------------- | ------- |
| Defensores de Belgrano | 5 - 2     | Liniers       | Estudiantes (BA)   | 7 de noviembre |         |
| Comunicaciones         | 1 - 1     | Nueva Chicago | Ferro Carril Oeste | 7 de noviembre |         |
| Tigre                  | 1 - 4     | Temperley     | All Boys           | 7 de noviembre |         |
| Deportivo Español      | 0 - 1     | Almagro       | San Lorenzo        | 7 de noviembre |         |

| Fecha 2           | Fecha 2   | Fecha 2                | Fecha 2            | Fecha 2         | Fecha 2 |
|                   | Resultado |                        | Estadio            | Fecha           |         |
| ----------------- | --------- | ---------------------- | ------------------ | --------------- | ------- |
| Temperley         | 0 - 0     | Comunicaciones         | Arsenal            | 14 de noviembre |         |
| Almagro           | 0 - 0     | Tigre                  | Ferro Carril Oeste | 14 de noviembre |         |
| Nueva Chicago     | 1 - 2     | Liniers                | Deportivo Morón    | 14 de noviembre |         |
| Deportivo Español | 3 - 1     | Defensores de Belgrano | Atlanta            | 14 de noviembre |         |

| Fecha 3                | Fecha 3   | Fecha 3           | Fecha 3            | Fecha 3         | Fecha 3 |
|                        | Resultado |                   | Estadio            | Fecha           |         |
| ---------------------- | --------- | ----------------- | ------------------ | --------------- | ------- |
| Defensores de Belgrano | 2 - 2     | Nueva Chicago     |                    | 18 de noviembre |         |
| Liniers                | 0 - 2     | Temperley         |                    | 18 de noviembre |         |
| Comunicaciones         | 2 - 2     | Almagro           | Ferro Carril Oeste | 18 de noviembre |         |
| Tigre                  | 2 - 2     | Deportivo Español |                    | 18 de noviembre |         |

| Fecha 4           | Fecha 4   | Fecha 4                | Fecha 4            | Fecha 4         | Fecha 4 |
|                   | Resultado |                        | Estadio            | Fecha           |         |
| ----------------- | --------- | ---------------------- | ------------------ | --------------- | ------- |
| Tigre             | 1 - 1     | Defensores de Belgrano | Platense           | 21 de noviembre |         |
| Deportivo Español | 2 - 2     | Comunicaciones         | Ferro Carril Oeste | 21 de noviembre |         |
| Almagro           | 0 - 1     | Liniers                | All Boys           | 21 de noviembre |         |
| Temperley         | 1 - 0     | Nueva Chicago          | Huracán            | 21 de noviembre |         |

| Fecha 5                | Fecha 5   | Fecha 5           | Fecha 5            | Fecha 5         | Fecha 5 |
|                        | Resultado |                   | Estadio            | Fecha           |         |
| ---------------------- | --------- | ----------------- | ------------------ | --------------- | ------- |
| Defensores de Belgrano | 1 - 0     | Temperley         | Estudiantes (BA)   | 25 de noviembre |         |
| Nueva Chicago          | 2 - 0     | Almagro           | Ferro Carril Oeste | 25 de noviembre |         |
| Liniers                | 0 - 0     | Deportivo Español |                    | 25 de noviembre |         |
| Comunicaciones         | 1 - 1     | Tigre             |                    | 25 de noviembre |         |

| Fecha 6           | Fecha 6   | Fecha 6                | Fecha 6            | Fecha 6         | Fecha 6 |
|                   | Resultado |                        | Estadio            | Fecha           |         |
| ----------------- | --------- | ---------------------- | ------------------ | --------------- | ------- |
| Comunicaciones    | 0 - 0     | Defensores de Belgrano | All Boys           | 28 de noviembre |         |
| Tigre             | 0 - 1     | Liniers                | Estudiantes (BA)   | 28 de noviembre |         |
| Deportivo Español | 2 - 2     | Nueva Chicago          | Ferro Carril Oeste | 28 de noviembre |         |
| Almagro           | 2 - 2     | Temperley              | Huracán            | 28 de noviembre |         |

| Fecha 7                | Fecha 7   | Fecha 7           | Fecha 7  | Fecha 7        | Fecha 7 |
|                        | Resultado |                   | Estadio  | Fecha          |         |
| ---------------------- | --------- | ----------------- | -------- | -------------- | ------- |
| Defensores de Belgrano | 0 - 2     | Almagro           | Platense | 6 de diciembre |         |
| Temperley              | 1 - 1     | Deportivo Español | Arsenal  | 6 de diciembre |         |
| Nueva Chicago          | 5 - 1     | Tigre             |          | 6 de diciembre |         |
| Liniers                | 0 - 1     | Comunicaciones    |          | 6 de diciembre |         |

## Torneo de Reclasificación (Primera - Primera B)
Lo disputaron los dos últimos no descendidos del Torneo de Reclasificación de Primera División, junto con los dos equipos de la Primera B clasificados, en una rueda de partidos todos contra todos, en cancha neutral. Los dos primeros obtuvieron el derecho a participar en el siguiente Metropolitano, mientras que los otros dos disputaron el campeonato de Segunda División a partir de la temporada siguiente.

### Tabla de posiciones final
| Pos. | Equipo             | Pts. | PJ | PG | PE | PP | GF | GC | Dif. |
| ---- | ------------------ | ---- | -- | -- | -- | -- | -- | -- | ---- |
| 1.º  | Ferro Carril Oeste | 6    | 3  | 3  | 0  | 0  | 10 | 1  | 9    |
| 2.º  | Colón              | 3    | 3  | 1  | 1  | 1  | 6  | 6  | 0    |
| 3.º  | Quilmes            | 3    | 3  | 1  | 1  | 1  | 3  | 6  | −3   |
| 4.º  | Almirante Brown    | 0    | 3  | 0  | 0  | 3  | 4  | 10 | −6   |

|  | Ascendió a la Primera División.    |
|  | Permaneció en la Primera División. |
|  | Descendió a la Primera B.          |
|  | Permaneció en la Primera B.        |

## Resultados
El Torneo de Reclasificación de Primera División se jugó a una sola rueda y en canchas neutrales.
| Fecha 1         | Fecha 1   | Fecha 1            | Fecha 1 | Fecha 1         | Fecha 1 |
|                 | Resultado |                    | Estadio | Fecha           |         |
| --------------- | --------- | ------------------ | ------- | --------------- | ------- |
| Colón           | 0 - 3     | Ferro Carril Oeste | Unión   | 12 de diciembre |         |
| Almirante Brown | 1 - 2     | Quilmes            | Atlanta | 12 de diciembre |         |

| Fecha 2            | Fecha 2   | Fecha 2         | Fecha 2            | Fecha 2         | Fecha 2 |
|                    | Resultado |                 | Estadio            | Fecha           |         |
| ------------------ | --------- | --------------- | ------------------ | --------------- | ------- |
| Quilmes            | 1 - 1     | Colón           | Atlanta            | 15 de diciembre |         |
| Ferro Carril Oeste | 3 - 1     | Almirante Brown | Argentinos Juniors | 15 de diciembre |         |

| Fecha 3 | Fecha 3   | Fecha 3            | Fecha 3 | Fecha 3         | Fecha 3 |
|         | Resultado |                    | Estadio | Fecha           |         |
| ------- | --------- | ------------------ | ------- | --------------- | ------- |
| Colón   | 5 - 2     | Almirante Brown    | Atlanta | 19 de diciembre |         |
| Quilmes | 0 - 4     | Ferro Carril Oeste | Huracán | 19 de diciembre |         |

## Torneo de Reclasificación (Primera B - Primera C)
Lo disputaron los dos últimos no descendidos del Torneo de Reclasificación de Primera B, junto con los dos equipos de la Primera C clasificados, en una rueda de partidos todos contra todos, en cancha neutral. El primero obtuvo el derecho a participar en el siguiente torneo de Primera B, mientras que los otros tres disputaron el campeonato de Tercera División a partir de la siguiente temporada.

### Tabla de posiciones final
| Pos. | Equipo               | Pts. | PJ | PG | PE | PP | GF | GC | Dif. |
| ---- | -------------------- | ---- | -- | -- | -- | -- | -- | -- | ---- |
| 1.º  | Talleres             | 5    | 3  | 2  | 1  | 0  | 8  | 1  | 7    |
| 2.º  | Argentino de Quilmes | 4    | 3  | 2  | 0  | 1  | 8  | 5  | 3    |
| 3.º  | Almagro              | 3    | 3  | 1  | 1  | 1  | 7  | 8  | −1   |
| 4.º  | Liniers              | 0    | 3  | 0  | 0  | 3  | 5  | 14 | −9   |

|  | Ascendió a la Primera B.    |
|  | Permaneció en la Primera C. |
|  | Descendió a la Primera C.   |

## Resultados
El Torneo de Reclasificación de Primera B se jugó a una sola rueda y en canchas neutrales.
| Fecha 1              | Fecha 1   | Fecha 1 | Fecha 1       | Fecha 1         | Fecha 1 |
|                      | Resultado |         | Estadio       | Fecha           |         |
| -------------------- | --------- | ------- | ------------- | --------------- | ------- |
| Talleres (RdE)       | 6 - 0     | Liniers | Huracán       | 12 de diciembre |         |
| Argentino de Quilmes | 4 - 2     | Almagro | Nueva Chicago | 12 de diciembre |         |

| Fecha 2 | Fecha 2   | Fecha 2              | Fecha 2   | Fecha 2         | Fecha 2 |
|         | Resultado |                      | Estadio   | Fecha           |         |
| ------- | --------- | -------------------- | --------- | --------------- | ------- |
| Almagro | 1 - 1     | Talleres (RdE)       | Huracán   | 15 de diciembre |         |
| Liniers | 2 - 4     | Argentino de Quilmes | Los Andes | 15 de diciembre |         |

| Fecha 3        | Fecha 3   | Fecha 3              | Fecha 3            | Fecha 3         | Fecha 3 |
|                | Resultado |                      | Estadio            | Fecha           |         |
| -------------- | --------- | -------------------- | ------------------ | --------------- | ------- |
| Talleres (RdE) | 1 - 0     | Argentino de Quilmes | Arsenal            | 19 de diciembre |         |
| Almagro        | 4 - 3     | Liniers              | Ferro Carril Oeste | 19 de diciembre |         |